# Cutina aluticolor
Cutina aluticolor là một loài bướm đêm trong họ Erebidae.